# Джамілі-Діні Абуду Мойндзе
Джамілі-Діні Абуду Мойндзе (фр. Djamili-Dini Aboudou Moindze; 16 лютого 1996) — французький боксер, призер Олімпійських ігор та чемпіонату Європи.

## Аматорська кар'єра
На чемпіонаті Європи 2017 завоював бронзову медаль.
- В 1/8 фіналу переміг Міхеіла Бахтидзе (Грузія) — 5-0
- У чвертьфіналі переміг Магомедрасула Маджидова (Азербайджан) — 3-2
- У півфіналі програв Фрейзеру Кларку (Англія) — 1-4

На чемпіонаті світу 2017 програв в другому бою Магомедрасулу Маджидову (Азербайджан).
На чемпіонаті Європи 2022 програв в першому бою Аюб Гадфа (Іспанія).
На чемпіонаті світу 2023 програв в першому бою Теремоана Джуніору (Австралія).
На Європейських іграх 2023 програв в першому бою Нелві Тяфак (Німеччина).
На чемпіонаті Європи 2024 програв в першому бою Ярославу Доронічеву (Росія).
На Олімпійських іграх 2024 завоював бронзову медаль.
- В 1/8 фіналу переміг Мурада Хаді (Алжир) — 4-1
- У чвертьфіналі переміг Джерлона Конго (Еквадор) — 4-1
- У півфіналі програв Аюб Гадфа (Іспанія) — 0-5